# Utah State Route 12
Die Utah State Route 12 – auch als A Journey through Time Scenic Byway bezeichnet – ist ein Highway in Utah. Sie beginnt an der Bryce Canyon Junction mit dem U.S. Highway 89 wenige Kilometer südlich von Panguitch und endet östlich von Torrey auf der State Route 24. Auf einer Länge von rund 198 km verläuft sie zunächst in südöstlicher Richtung durch den Red Canyon im Dixie National Forest. Der Einmündung der State Route 63 folgt die Durchquerung des Bryce Canyon, wobei der gleichnamige Nationalpark an dessen Nordende berührt wird. Sich nach Süden wendend verläuft die Straße nun im Tal des Paria River und durchquert die Ortschaften Tropic und Cannonville. Nach einem kurzen, in östlicher Richtung verlaufenden Abschnitt in Richtung Henrieville beschreibt die Strecke einen weiten Bogen in nordöstlicher Richtung durch den Nordteil des Grand-Staircase-Escalante Nationalmonument. Dabei werden die Ortschaften Escalante und Boulder berührt, der Canyon des Escalante River wird überquert; die Hole-in-the-Rock-Road und der Burr Trail biegen in Richtung Osten, die Hell‘s-Backbone-Road in Richtung Norden beziehungsweise Westen ab. Nördlich von Boulder, wo das Grand-Staircase-Escalante National Monument verlassen wird, folgt die Straße in nördlicher Richtung dem östlichen Abhang des Boulder Mountain; kurz vor der Einmündung in die State Route 24 wird der Fremont River überquert.

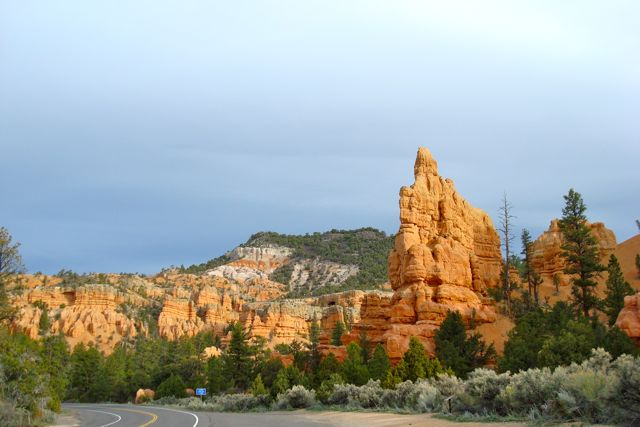
Utah State Route 12 im Red Canyon

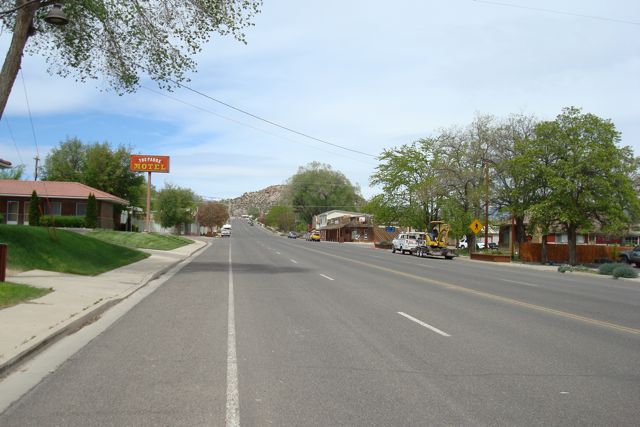
Utah State Route 12 in Escalante